# Scherma alla XIV Universiade
Il torneo di scherma della XIV Universiade si è svolto a Zagabria in Jugoslavia nel 1987.

## Podi

### Uomini
| Evento                          | Oro                                                                                   | Argento          | Bronzo                                                                         |
| Fioretto individuale (dettagli) | Zsolt Érsek                                                                           | István Szelei    | Pál Szekeres                                                                   |
| Sciabola individuale (dettagli) | Bence Szabó                                                                           | Yuriy Kuznetsov  | Ferdinando Meglio                                                              |
| Spada individuale (dettagli)    | Andrea Bermond                                                                        | Stefano Pantano  | Carlos Pedroso                                                                 |
| Fioretto a squadre (dettagli)   | Cuba                                                                                  | Unione Sovietica | Italia Marco Arpino Federico Cervi Francesco Rossi Angelo Scuri Luca Vitalesta |
| Sciabola a squadre (dettagli)   | Ungheria                                                                              | Unione Sovietica | Italia Massimo Cavaliere Franzini Ferdinando Meglio Veccia Virgilio            |
| Spada a squadre (dettagli)      | Italia Andrea Bermond Stefano Pantano Walter Pauly Maurizio Randazzo Sandro Resegotti | Canada           | Cuba                                                                           |

### Donne
| Evento                          | Oro                                                                                 | Argento          | Bronzo           |
| Fioretto individuale (dettagli) | Lucia Traversa                                                                      | Annapia Gandolfi | Zhu Yan          |
| Fioretto a squadre (dettagli)   | Italia Roberta Canevelli Annapia Gandolfi Pizzi Anna Rita Sparaciari Lucia Traversa | Cina             | Unione Sovietica |